# Zona Viva (San Pedro Sula)

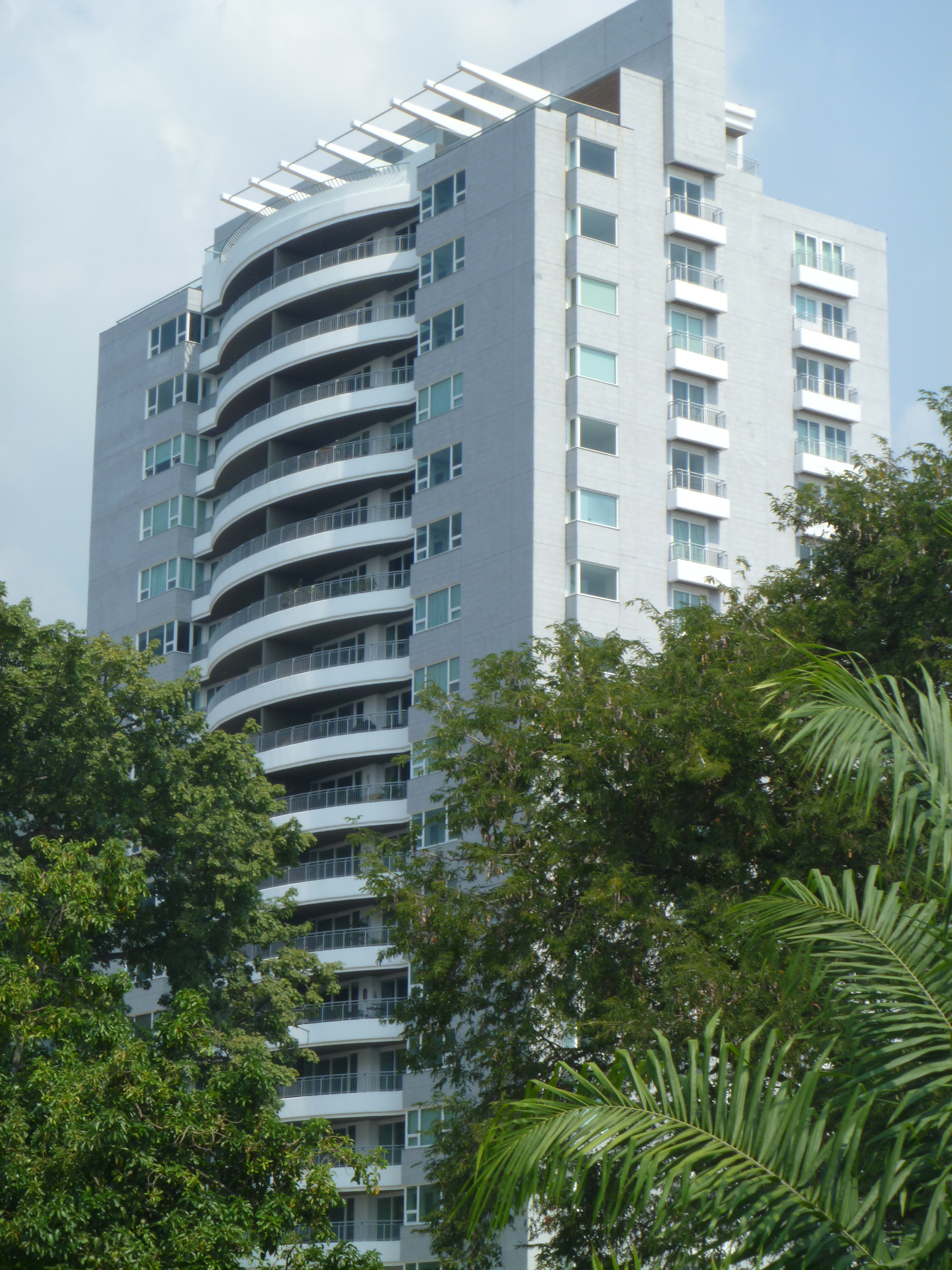
La Torre 325 Río de Piedras está ubicada en la Zona Viva.

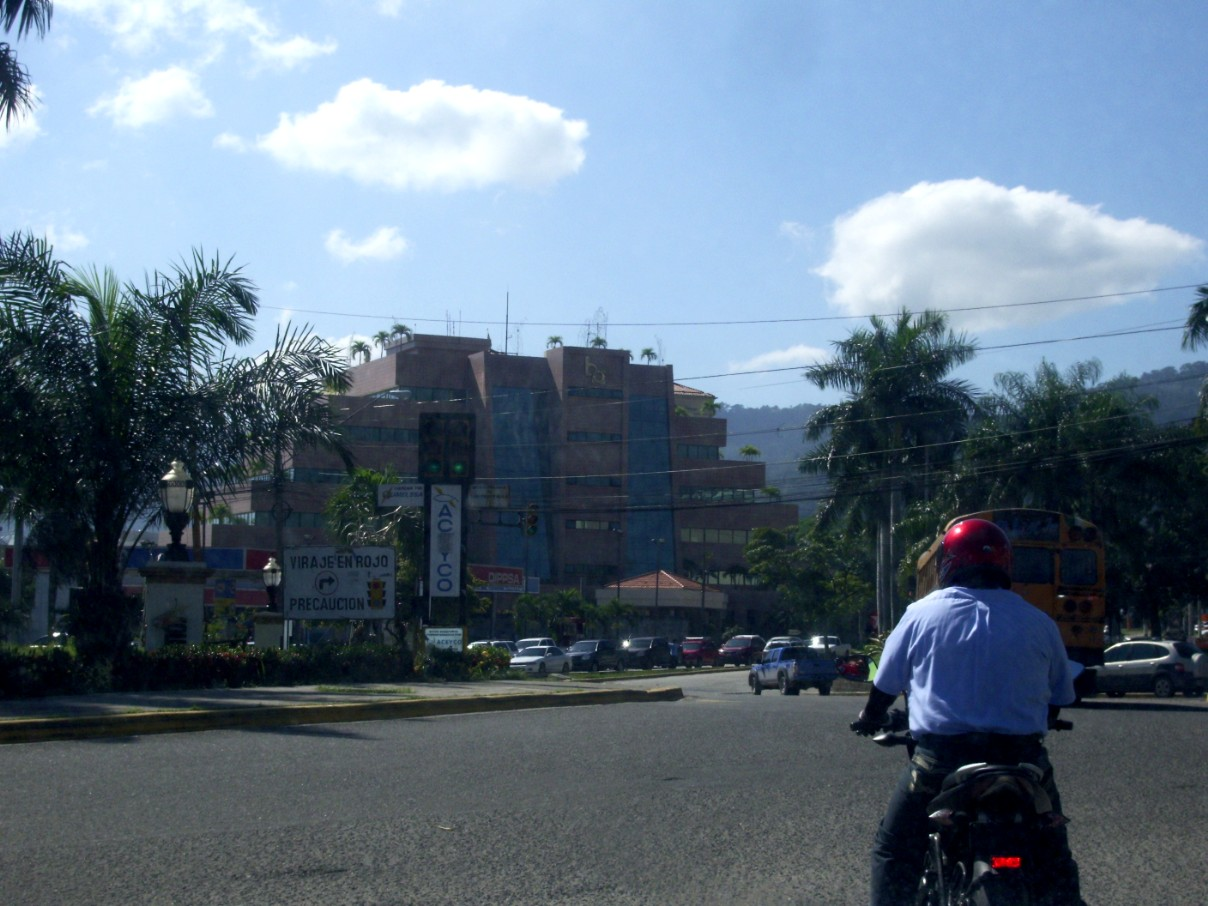
Avenida Circunvalación, exactamente el lugar donde inicia la Zona Viva.

Se conoce como la Zona Viva de San Pedro Sula a un área de carácter comercial y cosmopolita, que se encuentra ubicado dentro de los límites que conforman a la Colonia Altamira y finaliza en la Calle 7 A, cruzando la Avenida Circunvalación. La Zona Viva concentra gran cantidad de boutiques, hoteles, bares, restaurantes. Aunque también la Zona Viva es una de las más frecuentadas de la ciudad por su vida nocturna. Lo anterior convierten a este espacio en uno de los más visitados y de referencia obligada y punto turístico en San Pedro Sula.
La extensión que conforma a la denominada Zona Viva de San Pedro Sula abarca una gran parte que corresponde a las colonias: Altiplano, Altamira, Río de Piedras, Prado Alto, Colonia Trejo, entre otras. Y sus límites son los siguientes: Al norte por el Bulevar del Norte, al sur por la Carretera CA-5, al este por el Bulevar Morazán y al oeste por el Bulevar Los Próceres. Dentro de sus límites se ubica también una importante área corporativa y de negocios. Cercana a la zona se encuentran las sedes corporativas de varios bancos e instituciones financieras y varios consulados extranjeros, entre ellos el Consulado de México, Colombia, China y otros.

## Historia

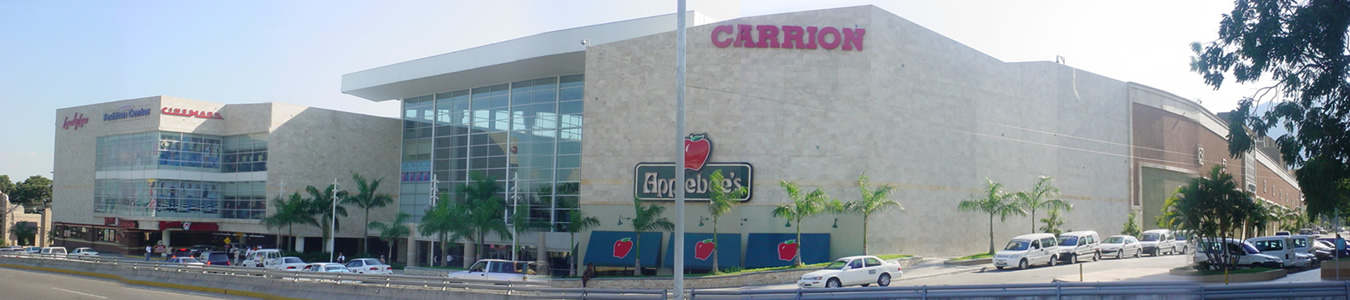
El centro comercial City Mall está ubicado en la Zona Viva.

El origen de la Zona Viva se remonta al origen de la Colonia Río de Piedras, una de las residenciales más exclusivas de la ciudad de San Pedro Sula. 
En la década de los años 1980 la Colonia Río de Piedras comenzó a transformar sus antiguas mansiones y palacetes para adaptarlos a otros usos diferentes de los que se destinaron, abriendo sus puertas a numerosos cafés, galerías de arte, restaurantes, bares y boutiques, también tiendas artesanales, oficinas y discotecas. Fue punto de reunión de varios intelectuales.
Debido al auge que tuvo el lugar, por varias partes comenzaron a surgir edificios de corte moderno que fueron destinados a hoteles de gran turismo y oficinas corporativas. Dentro de la "Zona Viva" se encuentran varios hoteles, restaurantes, centros comerciales, etc.
Ya para principios de la década de 1990 la Zona Viva se convirtió en zona de tolerancia e integración para la comunidad gay de San Pedro Sula. Esto debido al gran número de bares y discotecas para público lésbico-gay, y a que la policía no podía extorsionar más a los transeúntes por su apariencia, su preferencia sexual o sus expresiones afectivas. 
Actualmente, el Bulevar Morazán es el de mayor concentración de establecimientos formalmente declarados gay. Sin embargo, la Zona Viva no es una zona exclusivamente gay, sino que el tipo de lugares de entretenimiento se hallan mezclados para darle al área un toque relajado y tolerante. Así se pueden encontrar bares y discotecas para todo público, tiendas, hoteles, escuelas, iglesias, comida rápida, restaurantes de todo tipo, sex shops, todo en el mismo lugar.
La Zona Viva es muy famosa por la abundancia de altos edificios, bancos, discotecas, table-dance, prostíbulos, bares, boutiques, cafés, hoteles de alta categoría, al igual que restaurantes, etc. A pesar de ser una zona de relajamiento y diversión, la Zona Viva es muy famosa por ser una de las zonas más calientes de San Pedro Sula, una de las ciudades con más delincuencia de América Latina.

### Origen del nombre
El origen del nombre de la Zona Viva se debe a que es una zona de turística de discotecas, bares, fiestas y ruido. Otra explicación es que se eligió este nombre para contrastar con el término zona roja, dándole una connotación más positiva al área.

## Transporte
Se puede acceder a ella por medio de los microbuses de las estaciones de la Central Metropolitana de San Pedro Sula. También se puede acceder por medio del servicio de taxi de los centros comerciales más grandes de la ciudad, como lo son: Galerías del Valle, Megaplaza, Multiplaza y City Mall, por el servicio de taxi de los hoteles ubicados dentro de la zona o por el servicio de taxi del Aeropuerto Internacional Ramón Villeda Morales.